# Calea Chiojdului, Buzău
Calea Chiojdului este un sat ce aparține orașului Pătârlagele din județul Buzău, Muntenia, România. Ea se află în zona de munte, pe valea Buzăului.